# Buona ventura (Caravaggio Parigi)
Buona ventura è un dipinto a olio su tela (99 × 131 cm) realizzato tra il 1596 ed il 1597  dal pittore italiano Caravaggio. È conservato nel Louvre di Parigi.

## Storia e descrizione
Di pochi anni posteriore alla Buona ventura della Pinacoteca Capitolina, questa è una delle versioni ritenute di mano del pittore del fortunato soggetto, collocabile probabilmente poco dopo il trasferimento di Caravaggio presso il palazzo del cardinale Del Monte. Questa replica è ricordata da Giulio Mancini nel 1620 nella collezione di Alessandro Vittrice, che lo descrive come l'esempio più autorevole di quel principio di "fedeltà al vero" di cui Caravaggio si faceva portavoce.
Dalla residenza di Alessandro Vittrice, membro della stessa famiglia che commissionerà anni dopo all'artista la Deposizione, oggi ai Musei Vaticani, il dipinto entrò a far parte della collezione dei Doria Pamphilj che ne faranno dono a Luigi XIV, in occasione del viaggio a Parigi di Gian Lorenzo Bernini. Quest'ultimo assistette all'apertura della cassa che custodiva il dipinto, che si scoprì danneggiato per via di un'infiltrazione d'acqua che aveva irrimediabilmente lesionato alcune parti.
Entrambi i dipinti, seppur descrittivi e realistici, contengono tuttavia un monito morale, una condanna del malcostume, in particolare di coloro che vorrebbero venire a conoscenza della propria sorte non rispettando l'imperscrutabilità della volontà divina. Non si tratta dell'unico monito contenuto implicitamente in un'opera caravaggesca: un altro esempio è dato dal dipinto I bari, in cui è espressa la condanna del vizio del gioco.